# François Bourbotte
François Bourbotte (Loison-sous-Lens, 24 febbraio 1913 – Beaurains, 15 dicembre 1972) è stato un calciatore francese, di ruolo difensore.

## Carriera
Vinse nel 1946 campionato e Coppa di Francia con la maglia del Lille.

## Palmarès

### Club

#### Competizioni nazionali
- Campionato francese: 1

Lilla: 1945-1946
- Coppa di Francia: 2

Lilla: 1945-1946, 1946-1947